# Jan Posthuma
Jan Marcus Posthuma (Dokkum, 11 juni 1963) is een voormalig Nederlands volleybalinternational en behoort tot de gouden generatie die in 1996 olympisch kampioen werd in Atlanta.
Jan Posthuma deed driemaal mee aan de Olympische Spelen. De eerste Zomerspelen waaraan Posthuma deelnam waren in 1988 in Seoel. In Zuid-Korea werd het Nederlands volleybalteam vijfde. In 1992 werd hij bij de Zomerspelen in Barcelona met het Nederlands team tweede achter Brazilië. Vier jaar later was hij lid van het Nederlands team dat goud veroverde in Atlanta door Italië in de finale te verslaan.
Edwin Benne · Peter Blangé · Ron Boudrie · Marco Brouwers · Teun Buijs · Rob Grabert · Pieter Jan Leeuwerink · Jan Posthuma · Avital Selinger · Martin Teffer · Ronald Zoodsma · Ron Zwerver
Edwin Benne · Peter Blangé · Ron Boudrie · Henk-Jan Held · Marko Klok · Jan Posthuma · Avital Selinger · Martin Teffer · Martin van der Horst · Olof van der Meulen · Ronald Zoodsma · Ron Zwerver
Peter Blangé · Rob Grabert · Guido Görtzen · Henk-Jan Held · Misha Latuhihin · Jan Posthuma · Brecht Rodenburg · Richard Schuil · Bas van de Goor · Mike van de Goor · Olof van der Meulen · Ron Zwerver